# Ordre ministériel
Un ordre ministériel est une décoration attribuée spécifiquement, en France, par un ministère. Depuis le 1er janvier 1964, seize d'entre eux ont été placés en extinction, remplacés après 1963 par l'Ordre national du Mérite : ils ne sont plus attribués depuis le 1er janvier 1964, mais les titulaires de ces décorations peuvent continuer à les porter (article 38 décret n°63-1196).
Il en subsiste quatre toujours décernés :
- l'ordre des Palmes académiques (1808, recréé en 1955), attribué par le ministère de l'Éducation nationale ;
- l'ordre du Mérite agricole (1883), attribué par le ministère de l'Agriculture ;
- l'ordre du Mérite maritime (1930), attribué par les ministères chargés de la Mer et de la Pêche ;
- l'ordre des Arts et des Lettres (1957), attribué par le ministère de la Culture.

## Ordres ministériels toujours décernés
| Ordre des Palmes académiques | Ordre du Mérite agricole | Ordre du Mérite maritime | Ordre des Arts et des Lettres |
| ---------------------------- | ------------------------ | ------------------------ | ----------------------------- |
|                              |                          |                          |                               |
|                              |                          |                          |                               |

## Ordres ministériels en extinction

### Ordres ministériels civils et militaires
| Ordre du Mérite combattant | Ordre du Mérite militaire | Ordre du Mérite civil | Ordre du Mérite social | Ordre du Mérite du travail |
| -------------------------- | ------------------------- | --------------------- | ---------------------- | -------------------------- |
|                            |                           |                       |                        |                            |
|                            |                           |                       |                        |                            |

| Ordre du Mérite touristique | Ordre de l'Économie nationale | Ordre du Mérite commercial et industriel | Ordre du Mérite artisanal | Ordre de la Santé publique |
| --------------------------- | ----------------------------- | ---------------------------------------- | ------------------------- | -------------------------- |
|                             |                               |                                          |                           |                            |
|                             |                               |                                          |                           |                            |

| Ordre du Mérite postal | Ordre du Mérite sportif |
| ---------------------- | ----------------------- |
|                        |                         |
|                        |                         |

### Ordres ministériels ou régionaux des Colonies
| Ordre du Mérite indochinois | Ordre du Mérite saharien | Ordre de l'Étoile noire | Ordre de l'Étoile d'Anjouan | Ordre du Nichan el Anouar |
| --------------------------- | ------------------------ | ----------------------- | --------------------------- | ------------------------- |
|                             |                          |                         |                             |                           |
|                             |                          |                         |                             |                           |

## Source
Communication devant la commission héraldique et numismatique de l'Académie des Sciences Arts et Belles Lettres de Dijon par Olivier Matthey-Doret en 2003 intitulé 1963-2003, l'Ordre national du Mérite absorbe les Ordres ministériels (présentation sous vitrine de chaque ordre ministériel au grade de commandeur lors de la conférence, collection O M-D).